# August Wilhelm von Eiff
August Wilhelm von Eiff (* 15. August 1921 in Darmstadt; † Juli 1998) war ein deutscher Mediziner und Christ.

## Karriere
Er war von 1973 bis 1987 Direktor der medizinischen Universitätsklinik Bonn. Er selbst hatte den Lehrstuhl für Innere Medizin inne, wo er den Schwerpunkt auf das Vegetative Nervensystem und die Psychosomatik legte. Er galt als Spezialist für Stresswirkungen und Ursachen der Bluthochdruckerkrankung.
Darüber hinaus hielt er Gastvorlesungen an zahlreichen ausländischen Universitäten. Er veröffentlichte über 300 Schriften.
Von Eiff engagierte sich insbesondere für eine Ethik der Medizin. In diesem Anliegen war er Vertreter der Bundesrepublik Deutschland im Internationalen AIDS-Ethik-Ausschuss, Mitglied im Nationalen AIDS-Beirat und anderen internationalen interdisziplinären Ethik-Kommissionen. Er war Träger der Hippokrates-Medaille und des Romano-Guardini-Preises.
Sehr lange war er auch am kirchlichen Dialog zu Fragen der Sexualität beteiligt. Mit dem Theologen Johannes Gründel gab er 1987 das Buch Von AIDS herausgefordert. Medizinisch-ethische Orientierungen heraus.
In seinem autobiographischen Buch Ins Angesicht widersprochen. Mein Leben im Dialog mit Gesellschaft und Kirche, erschienen in seinem Todesjahr, berichtet er von prägenden Begegnungen und Gesprächen mit Persönlichkeiten des kirchlichen und öffentlichen Lebens.
Er war seit 1947 Mitglied der katholischen Studentenverbindung KDStV Badenia (Straßburg) Frankfurt am Main im CV.